# Bistra Mureșului, Mureș
Bistra Mureșului este un sat în comuna Deda din județul Mureș, Transilvania, România.

## Obiectiv memorial
Monumentul Eroilor Români din Primul Război Mondial. Monumentul este de tip obelisc și este amplasat în fața bisericii. Acesta a fost dezvelit în anul 1920, pentru cinstirea memoriei eroilor români căzuți în Primul Război Mondial. Pe un postament se află soclul în două trepte. Deasupra se ridică trunchiul obeliscului, de formă piramidală, terminat cu o cruce. Monumentul este realizat în întregime din piatră și este înconjurat cu un gard din lemn. Pe fațada obeliscului este un înscris comemorativ: „Scumpilor noștri eroi din Bistra Gălăoaia/ 1914-1919“. Dedesubt sunt înscrise numele eroilor, iar în josul listei scrie „Ridicat de cei care nu v-au uitat/ căci din sângele vostru și lacrimile noastre/ a răsărit România Mare“. 